# Giambattista Varesco

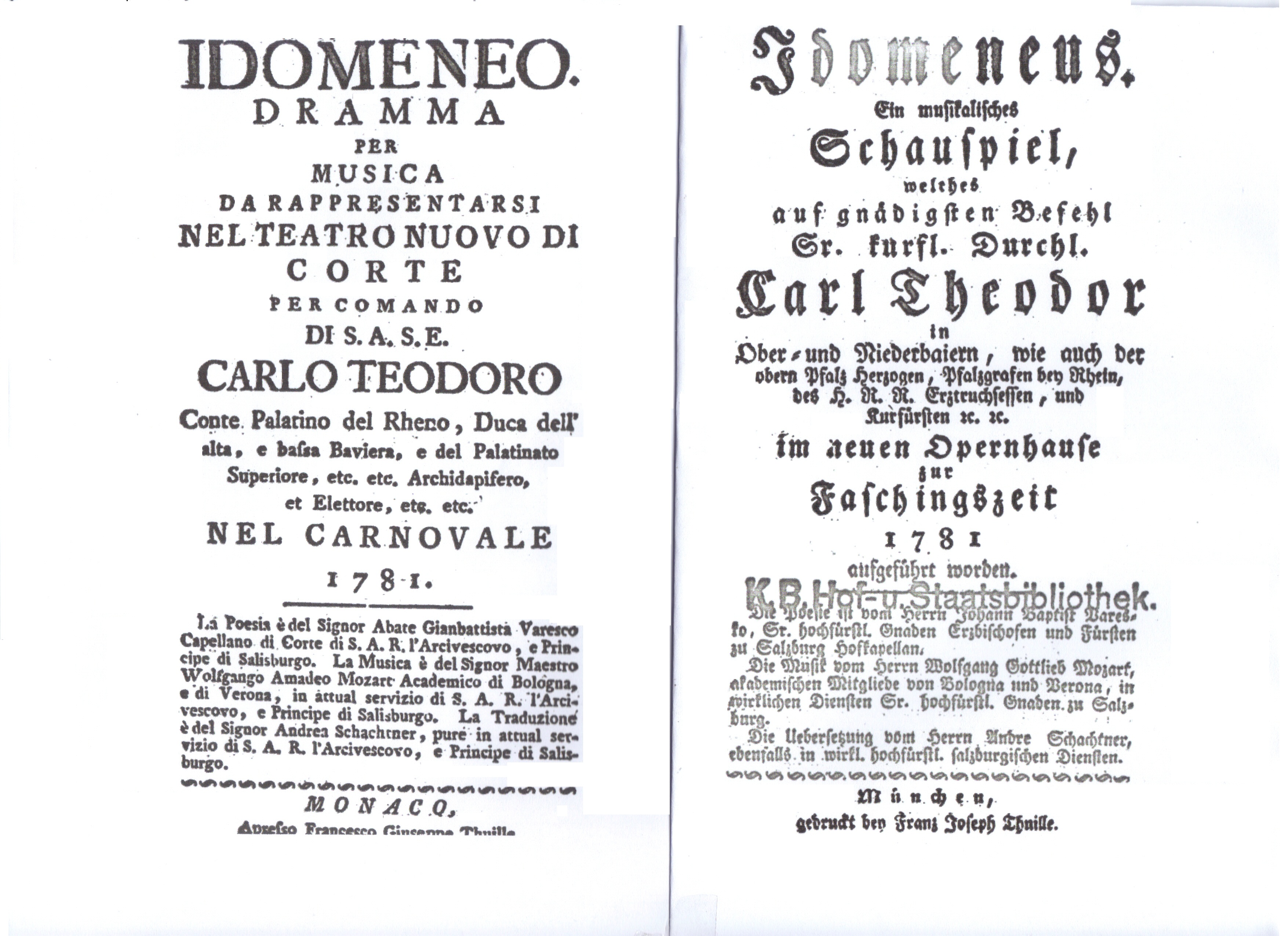
Idomeneo von Varesco und Mozart, Erstdruck des Librettos (erste Fassung) von 1781

Giambattista Varesco, manchmal Gianbattista Varesco, Giovanni Battista Varesco und Girolamo Giovanni Battista Varesco (* 26. November 1735 in Trient; † 25. August 1805 in Salzburg) war ein italienischer Priester. Bekannt wurde er als Librettist von Wolfgang Amadeus Mozarts Oper Idomeneo, ein Textbuch das letztlich auf dem Libretto zur Tragédie lyrique Idoménée (Antoine Danchet nach Prosper Jolyot Crébillon, vertont von André Campra) basiert.

## Leben und Schaffen
Varesco wurde als Sohn von Giuseppe Lorenzo Varesco geboren, der Dommusiker in Trient gewesen sein soll. Über seine Ausbildung ist nichts bekannt, doch dürfte er an einem Jesuitenkolleg zur Schule gegangen sein und dann die priesterliche Laufbahn eingeschlagen haben. Sein Titel Abate (ital.) bzw. Abbé (franz.) kennzeichnet ihn als Angehörigen des niederen Klerus. 1766 wurde er von Fürsterzbischof Sigismund von Schrattenbach als Hofkaplan in Salzburg angestellt. Seine priesterlichen Aufgaben beschränkten sich auf das Benefizium S. Nicolai am Salzburger Dom, das auf die Pilgrimsche Kaplaneistiftung von 1393 zurückgeht. Diese Stelle war für musikalisch begabte Benefiziaten vorgesehen, wozu passt, dass Varesco sich in seinem Bewerbungsschreiben auch als Musiker vorstellte. Details seiner musikalischen Tätigkeit sind derzeit nicht bekannt, doch sind in Varescos Nachlass zwei Violinen, eine Bratsche und eine Viola d’amore nachgewiesen.
Den Auftrag für Idomeneo bekam Mozart im Jahr 1780 von Karl Theodor von Bayern. Leopold Mozart diente als Vermittler für seinen Sohn und verhandelte mit Varesco über Änderungswünsche des Komponisten. Die Korrespondenz zwischen den Parteien unterstreicht die Unzufriedenheit des Komponisten mit der Vorlage. Varesco akzeptierte eine reduzierte Version des Textes für die Vertonung, er wurde aber in Varescos Fassung gedruckt. In der älteren Mozart-Literatur wurden Schwächen des Librettos einhellig Varesco zur Last gelegt, doch konnte Daniel Heartz als Herausgeber des Idomeneo im Rahmen der Neuen Mozart-Ausgabe (1971) nachweisen, dass viele der kritisierten Aspekte Vorgaben des Münchener Hofes als Auftraggeber waren. Auch musste Varesco auf viele Änderungs- und Kürzungswünsche von Leopold und Wolfgang Amadeus Mozart Rücksicht nehmen, die er – wenn auch unter Murren – bis zum Ende der Zusammenarbeit getreu ausführte. Wo Varesco im Libretto von der französischen Vorlage abwich, ergänzte er den nüchternen Stoff mit Motiven aus der antiken Literatur von Homer bis Sophokles, und weist so seine profunde humanistische Bildung nach. Ulrich Konrad befindet in der Enzyklopädie Die Musik in Geschichte und Gegenwart, Varesco „entledigte sich seiner undankbaren Aufgabe durchaus achtbar und insges. mit Geschick“.
Eine erste Zusammenarbeit Mozarts mit Varesco hatte möglicherweise schon 1775 stattgefunden, da Varesco wahrscheinlich Pietro Metastasios Libretto Il re pastore für Mozarts gleichnamige Oper (KV 208) überarbeitet hatte. Auch für die Opera buffa L’oca del Cairo (Die Gans von Kairo) KV 422, die Mozart 1783 begann, aber nicht vollendete, lieferte Varesco auf Mozarts Wunsch das – gleichfalls unvollendet gebliebene – Libretto. Ferner schrieb er das Libretto für die Oper Andromeda e Perseo (1787) von Michael Haydn sowie für eine Kantate zur Inthronisation von Ferdinand III. 1804 zum deutschen Kurfürsten, die von drei Salzburger Musikern gemeinsam vertont wurde.
Varesco lebte in bescheidenen, wenn nicht ärmlichen Verhältnissen, und hinterließ bei seinem Tod beträchtliche Schulden in Höhe von 640 Gulden. Leopold Mozarts Urteil über ihn „der Kerl ist samt seinem guten Einkommen voller Schulden“ wurde wohl in Unkenntnis über Varescos tatsächliche Einkommensverhältnisse gesprochen.